# Woa (singolo)
Woa è un singolo del gruppo musicale statunitense Migos pubblicato il 18 gennaio 2016.

## Tracce
1. Woa – 4:01